# Bataille de Borgo
Batailles
Guerres d'indépendance corse
- Vescovato (1564)
- Calenzana (1732)
- Furiani (1763)
- Traité de Versailles (1768)
- Borgo (1768)
- Ponte-Novo (1769)
- Farinole (1793)
- Saint-Florent (1794)
- Bastia (1794)
- Calvi (1794)
- Traité de Bastia (1814)

La bataille de Borgo se déroule du 8 au 10 octobre 1768, et oppose les troupes royales françaises aux armées de la République corse commandées par Pascal Paoli. L'affrontement se termina par une victoire des Corses.

## Prélude
Après le débarquement des troupes françaises à Saint-Florent, le 28 août 1768, qui occupent rapidement le Cap Corse avec un début de conquête à leur avantage, les Corses reprennent les hostilités et forcent les Français à évacuer la Casinca. Ceux-ci conservent toutefois un poste avancé à Borgo.
En octobre 1768, Pascal Paoli, à la tête de 4 000 hommes, entreprend de reprendre U Borgu (Borgo) où les Français, en attente de renforts, sont retranchés. Il donne l'ordre à tous les hommes de marcher sur U Borgu.

## Ordre de bataille
L'ordre de bataille corse se composait de 3 corps:
- un premier corps de 500 hommes sous le commandement des capitaines Colle, Giocante Grimaldi, Charles Raffaelli et Ferdinand Agostini, fut chargé d'attaquer la position française du côté de l'Ouest ;
- un second corps également de 500 hommes de même force, sous le commandement de Serpentini et des capitaines François Gaffori et Pierre Gavini, fut chargé d'assaillir les retranchements de l'Est du village ;
- un troisième corps d'environ 400 hommes, sous les ordres de Clément Paoli, devait défendre la route du Nebbio et de contenir les Français qui occupaient Oletta sous les ordres du général Thomas Auguste Le Roy de Grandmaison[1],[2].

Les autres troupes disponibles furent disposées plus en arrière :
- les axes routiers entre Bastia et Borgo furent surveillés par les Corses ;
- un quatrième corps de 200 hommes environ, commandées par Jean-Charles Saliceti prit position à Serra ;
- un cinquième corps également de 200 hommes environ, commandées par Achille Murati prit position sur les hauteurs de Luciana ;
- un sixième groupe, la réserve, de 500 à 600 hommes sous le commandement de Pascal Paoli secondé de Charles Bonaparte (père de Napoléon Bonaparte) et d'Antoine Gentili, occupa Luciana, afin de diriger les opérations et de pouvoir se porter sur les points nécessaire.

Côté français :
- le colonel de Ludre avait établi ses postes avancés aux deux extrémités du village et ses 3 pièces d'artillerie étaient placées sur les trois points qui en dominent les abords ;
- le marquis de Chauvelin commandait la garnison du fort de Bastia.

## La bataille
Le combat commence le 8 octobre 1768 au matin et dure dix heures. 
Quand le marquis de Chauvelin apprend le sort qui attendait ses compatriotes, il envoie Thomas Auguste Le Roy de Grandmaison vers U Borgu. Marbeuf et Chauvelin sortent de Bastia avec 3 000 hommes pour se diriger vers le lieu de la bataille. Ludre et ses 700 hommes retranchés dans la ville de Borgo attendent l'assaut. Paoli excite l'ardeur de ses troupes avec cette phrase : « Patriotes, rappelez vous les vêpres corses, lorsque sur ce même lieu vous détruisîtes les Français. L'honneur de la patrie et la liberté publique ont besoin aujourd'hui de toute votre valeur. L'Europe nous regarde ».
Ainsi Borgo, qui avait vu en 1738 la défaite du corps expéditionnaire français demandé par les Génois, voit de nouveau les Corses vaincre. Les Français laissent sur le terrain 600 tués, ainsi que 1 000 blessés. Les 700 hommes du colonel de Ludre et ce dernier sont faits prisonniers. Neuf canons (dont trois de bronze), un mortier, 1 700 fusils et munitions sont récupérés par les Corses. Tel fut le bilan de la bataille.

## Conséquences
Le royaume de France est surpris par cette défaite et le roi Louis XV songe même à laisser la Corse en paix. Mais le duc de Choiseul, conscient du ridicule dans lequel se jetterait la France si elle abandonnait la lutte, organise une seconde expédition commandée par le comte de Vaux qui bat les Corses à Ponte-Novo.